# 奥古斯特·威尔逊
奥古斯特·威尔逊（August Wilson，1945年4月27日 - 2005年10月2日）是一位美国黑人剧作家。 他是鋼琴課的作者，他曾獲頒普利策戏剧奖。 2006年，威尔逊入选美国戏剧名人堂。